# Вилађо Казале Ронкети (Перуђа)
Вилађо Казале Ронкети је насеље у Италији у округу Перуђа, региону Умбрија.
Према процени из 2011. у насељу је живело 179 становника. Насеље се налази на надморској висини од 814 м.